# Perdita schwartzi
Perdita schwartzi är en biart som beskrevs av Timberlake 1968. Perdita schwartzi ingår i släktet Perdita och familjen grävbin. Inga underarter finns listade i Catalogue of Life.